# كريس وود (عازف جاز)
كريس وود (بالإنجليزية: Chris Wood)‏ هو عازف جاز أمريكي، ولد في 25 نوفمبر 1969 في باسادينا في الولايات المتحدة.

## وصلات خارجية
- الموقع الرسمي
- كريس وود على موقع ميوزك برينز (الإنجليزية)
- كريس وود على موقع ديسكوغز (الإنجليزية)